# اقتصاد غينيا بيساو
غينيا بيساو هي من بين أقل الدول نمواً في العالم، وواحدة من أفقر 10 دول في العالم، وتعتمد أساساً على الزراعة وصيد الأسماك. وقد زادت محاصيل الكاجو بشكل ملحوظ في السنوات الأخيرة، والبلد في المرتبة السادسة الآن في إنتاج الكاجو. صادرات غينيا-بيساو تشمل الأسماك والمأكولات البحرية جنباً إلى جنب مع كميات صغيرة من الفول السوداني، ولب النخيل، والأخشاب.

## القطعات الاقتصادية

### الزراعة
يعمل بالزراعة 83٪ من السكان، وتعطي حوالي 56٪ من الناتج المحلي الإجمالي. المحاصيل الزراعية الرئيسية هي الكاجو، الفول السوداني، الأرز، الذرة، الكسافا. ويلعب الصيد دورًا مهمًا في اقتصاد البلاد. ففي عام 2018، وبدعم من منظمة الأغذية والزراعة، تم إطلاق برنامج الاستزراع السمكي، وتنتج كمية تبلغ حوالي 45 طنًا سنويًا.

### التعدين
يقتصر التعدين في غينيا بيساو على نطاق صغير من مواد البناء، مثل الجرانيت، الحجر الجيري، والرمل والحصى. وتشمل المعادن المرتقبة في البلاد البوكسيت، الماس، الذهب، البترول والفوسفات.

## الاتجاه الاقتصادي الكلي
بعد انقلاب أبريل 2012، انخفض النمو ليصل إلى 1.5٪ من الناتج المحلي الإجمالي. وفي عام 2013، نما الناتج المحلي الإجمالي للبلاد بنسبة 0.9 ٪ فقط. ويفسر هذا المستوى المنخفض من النمو خلال فترة التحول الديمقراطي بمزيج من الكفاءة الإدارية المنخفضة والاستثمارات المنخفضة بسبب عدم الاستقرار السياسي وموسم تصدير الكاجو السيئ. ويبين هذا الجدول مؤشرات الاقتصاد الكلي الرئيسية المقدرة من قبل بنك التنمية الأفريقي:
| نمو الناتج المحلي الإجمالي                   | 2013 | 2014 | 2015 | 2016 |
| -------------------------------------------- | ---- | ---- | ---- | ---- |
| نمو نصيب الفرد من الناتج المحلي الإجمالي     | 0.9  | 2.6  | 3.9  | 3.7  |
| رصيد الميزانية من الناتج المحلي الإجمالي     | -1.4 | -2.1 | -3.9 | -3.4 |
| رصيد الحساب الجاري من الناتج المحلي الإجمالي | -4.1 | -0.5 | -0.8 | -1.2 |

تسبت الحرب الأهلية بين القوات الحكومية التي تدعمها السنغال والمجلس العسكري بتدمير الكثير من البنية التحتية للبلاد وتسبت في أضرار واسعة النطاق للاقتصاد في عام 1998 ؛ وأدت الحرب الأهلية إلى انخفاض الناتج المحلي بنسبة 28٪ في ذلك العام، ولكن الاقتصاد انتعاش جزئي في عام 1999. وتشير التقديرات إلى أن الإنتاج الزراعي انخفض بنسبة 17٪ أثناء الصراع، وأدت الحرب الأهلية إلى انخفاض إجمالي الناتج المحلي بنسبة 28٪ في عام 1998. وقد انخفض إنتاج الكاجو محصول التصدير الرئيسي.
وفي إطار برنامج الحكومة الاقتصادي والمالي لما بعد الصراع، والذي تم تنفيذه بمساعدة صندوق النقد الدولي والبنك الدولي، تعافى إجمالي الناتج المحلي في عام 1999 بنحو 8٪. وفي ديسمبر 2000 ، تأهلت غينيا بيساو للحصول على 800 مليون دولار تقريبا لتخفيف خدمة الديون في إطار المرحلة الأولى من مبادرة البلدان الفقيرة المثقلة بالديون.
ويبين الجدول التالي أهم المؤشرات الاقتصادية 1980-2017.
| السنة                                                       | 1980   | 1985    | 1990   | 1995   | 2000  | 2005  | 2006  | 2007  | 2008   | 2009   | 2010  | 2011  |
| ----------------------------------------------------------- | ------ | ------- | ------ | ------ | ----- | ----- | ----- | ----- | ------ | ------ | ----- | ----- |
| الناتج المحلي الإجمالي (تعادل القوة الشرائية)               | 0.44   | 0.62    | 0.84   | 1.14   | 1.37  | 1.65  | 1.73  | 1.84  | 1.94   | 2.02   | 2.14  | 2.36  |
| نصيب الفرد من الناتج المحلي الإجمالي (تعادل القوة الشرائية) | 562    | 719     | 872    | 1,066  | 1,150 | 1,242 | 1,279 | 1,327 | 1,366  | 1,391  | 1,461 | 1,578 |
| النمو                                                       | 4.9 %  | 4.3 %   | 4.6 %  | 4.0 %  | 9.0 % | 7.1 % | 2.0 % | 3.3 % | 3.2 %  | 3.4 %  | 4.6 % | 8.0 % |
| التضخم                                                      | 65.8 % | 112.7 % | 33.0 % | 45.1 % | 8.6 % | 3.4 % | 2.0 % | 4.6 % | 10.4 % | −1.6 % | 1.0 % | 5.0 % |
| الدين الحكومي (نسبة مئوية من الناتج المحلي الإجمالي)        | ...    | ...     | ...    | ...    | 234 % | 222 % | 204 % | 177 % | 163 %  | 159 %  | 68 %  | 50 %  |

| السنة                                                       | 2012   | 2013  | 2014   | 2015  | 2016  | 2017  |
| ----------------------------------------------------------- | ------ | ----- | ------ | ----- | ----- | ----- |
| الناتج المحلي الإجمالي (تعادل القوة الشرائية)               | 2.36   | 2.47  | 2.54   | 2.73  | 2.92  | 3.14  |
| نصيب الفرد من الناتج المحلي الإجمالي (تعادل القوة الشرائية) | 1,546  | 1,586 | 1,596  | 1,675 | 1,755 | 1,845 |
| النمو                                                       | −1.7 % | 3.3 % | 1.0 %  | 6.1 % | 5.8 % | 5.5 % |
| التضخم                                                      | 2.1 %  | 0.8 % | −1.0 % | 1.5 % | 1.5 % | 1.1 % |
| الدين الحكومي (نسبة مئوية من الناتج المحلي الإجمالي)        | 53 %   | 54 %  | 55 %   | 50 %  | 49 %  | 42 %  |

### القطاع المالي
القطاع المالي في غينيا بيساو متخلف نسبيًا حيث كان يستعملالبنوك أقل من 1٪ من السكان (صندوق النقد الدولي 2013) والوصول إلى التمويل يعتبر ثاني أهم عائق للشركات. واعتبارًا من عام 2015 ، كان هناك أربعة بنوك فقط تعمل في البلاد. وفي أعقاب الحرب الأهلية، انخفض ائتمان القطاع الخاص إلى أقل من 1٪ من الناتج المحلي الإجمالي. وفي عام 2003، بلغت الميزانية العمومية للبنوك 21.3 مليون يورو. ومنذ ذلك الحين، ارتفع الائتمان إلى ما يقرب من 13.8٪ من الناتج المحلي الإجمالي.